# 모스크바 중산 대학
모스크바 중산 대학 (중국어 간체자: 莫斯科中山大学)은 소비에트 연방 모스크바에서 1927년부터 1930년까지 운영되었던 코민테른 공산당 대학을 말한다. 공식명칭은 러시아어: Коммунистический университет трудящихся Китая имени Сунь Ятсена으로 '중국 노력자를 위한 중산 공산당 대학'이란 뜻이다. 이 학교는 중국내에서 혁명을 촉진하기 위해 중국 공산당 및 중국 국민당의 혁명가들을 교육시켰다. 줄여서 중산대학 또는 손일선대학으로도 부르기도 한다.

## 설립과 운영
1923년, 국민당의 창시자 쑨원 박사는 더 이상 비밀결사나 군벌에 의존해서는 중국 혁명이 성공할 수 없다고 판단하고 국민당의 혁명의식을 고취하기 위해 공산당과 소비에트 연방과 정치적 제휴를 제안하였다. (제1차 국공합작 참조.) 소비에트 당국과 공산당은 이에 적극 호응하여 모스크바에 쑨원의 이름을 딴 중산 대학을 1925년 설립하였다. 당시 동방노력자공산대학에 유학한 중국학생들이 100여명이었는데 이들을 주축으로 창설되었다. 소련에서 중국으로 파견된 고문 미하일 보로딘이 직접 학생들을 선발하였는데 공산당, 국민당의 유능한 인재들을 모아서 가입시켰다.
이 대학의 주요 과정은 마르크스-레닌주의와 볼셰비키 대중운동 및 혁명론 같은 이론들이었다. 이 대학의 초대 총장은 카를 라데크이었고 강사는 대부분 소비에트 연방출신들이었다. 학생들의 편차는 매우 다양해서 상당한 지식층부터 공산주의 운동에는 유능하지만 학력이 낮은 사람까지 여러 계층이 있었다. 학생들은 공산주의 이론에서부터 대중 선전, 기동 등 군사적 지식과 훈련까지 교육받았다.
또한 코민테른에서 유능한 이론가들이 자주 특강을 실시했는데 그중에서는 레온 트로츠키, 이오시프 스탈린, 장궈타오 등이 있었다. 이 학교는 비록 약 2년 남짓 운영되었지만 이 학교 출신들은 중국 내에서 상당히 영향력 있는 인물들이 되었는데 대표적인 인물들로는 28인의 볼셰비키, 장징궈, 덩샤오핑 등이 있다.

## 정치적 변화와 종말
1927년 제1차 국공 합작이 결렬되자 국민당 쪽 학생들은 중국으로 되돌아 갔다. 또한 트로츠키와 스탈린의 권력투쟁이 격화되는 와중에 총장 카를 라데크는 실각하고 파벨 미프에게 자리를 내주고 물러났다. 미프는 야심이 많은 인물로 코민테른의 극종 부서의 부국장이 되었고 중국 공산당의 결정에 가장 강력한 영향을 끼치는 인물이 되었다. 그는 28인의 볼셰비키 그룹을 뒤에서 조정하여 중국 공산당에 영향력을 행사했다. 이 대학교는 1930년대 중반 국공합작 결렬의 여파로 문을 닫았다.

## 같이 보기
- 국제레닌학교
- 동방노력자공산대학
- 모스크바 중산 대학 동문